# Oxytropis gerzeensis
Oxytropis gerzeensis är en ärtväxtart som beskrevs av Pei Chun Qiong Li. Oxytropis gerzeensis ingår i släktet klovedlar, och familjen ärtväxter. Inga underarter finns listade i Catalogue of Life.